# Riccardo di Salerno
Riccardo d'Altavilla, meglio noto come Riccardo di Salerno o Riccardo del Principato (1060 circa – Marash, 1114), è stato un cavaliere medievale normanno che prese parte alla Prima crociata.
Fu reggente della contea di Edessa dal 1104 al 1108.

## Origini
Riccardo di Salerno nacque attorno al 1060, figlio di Guglielmo d'Altavilla, Conte del Principato di Salerno, e di Maria, figlia di Guido di Sorrento. Riccardo aveva due fratelli maggiori, il primo, Roberto successe al padre nella Contea del Principato di Salerno, attorno all'anno 1080, il secondo invece partecipò alla conquista della Sicilia assieme ai cugini d'Altavilla e divenne Conte di Siracusa attorno al 1091. Scarse sono le notizie sui primi trenta anni di vita di Riccardo, ma poiché egli fu uno dei pochi crociati in grado di parlare l'arabo, molto probabilmente egli acquisì tale capacità durante le guerre in Sicilia (dove la presenza araba era forte e radicata) al fianco del fratello e dei cugini.

## La prima crociata

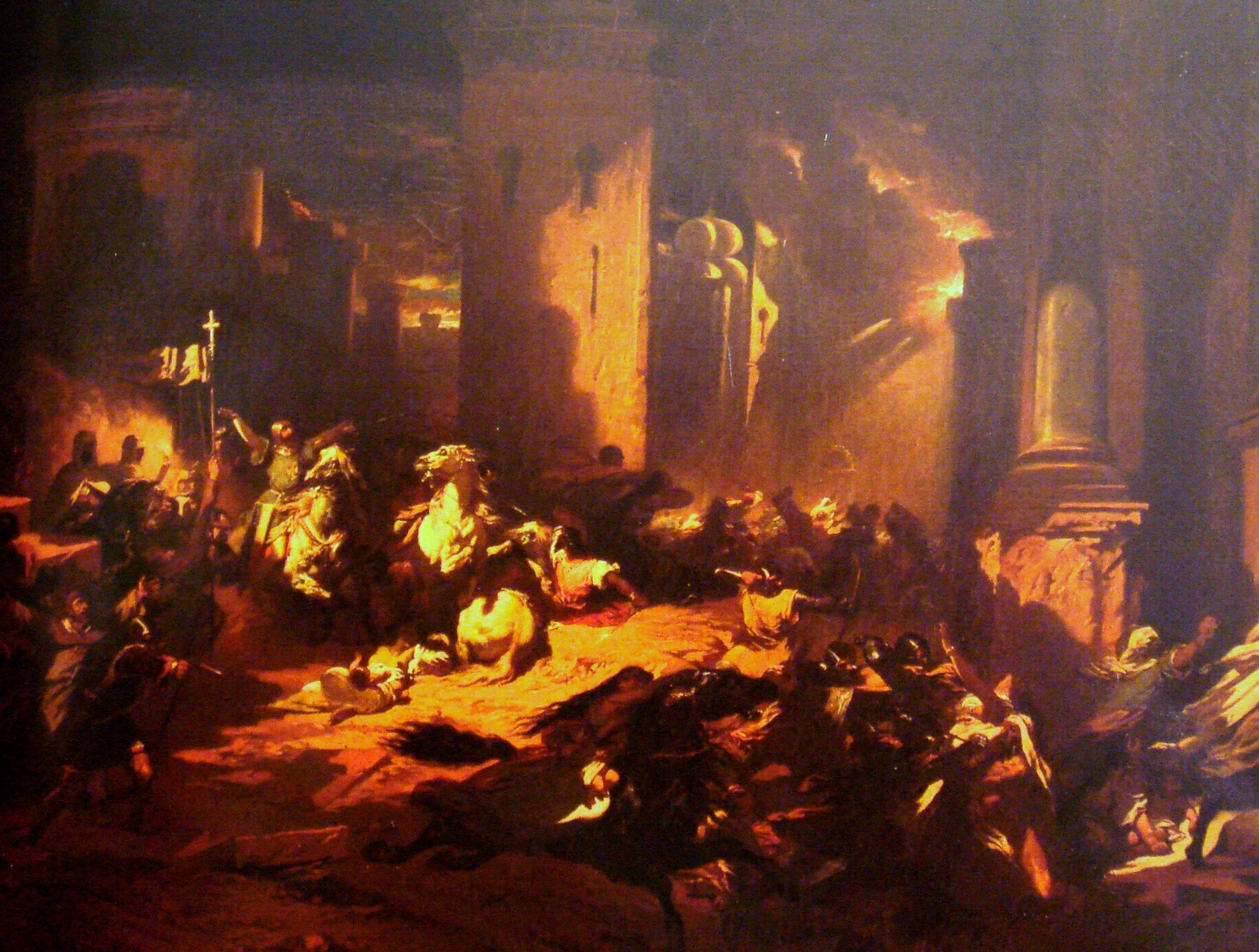
Antiochia espugnata da Boemondo di Taranto (dipinto di Louis Gallait).

Nel 1097 Riccardo prese parte alla Prima crociata insieme al cugino Boemondo di Taranto e Tancredi. Proprio quest'ultimo fu insieme a Riccardo uno dei pochi crociati a conoscere l'arabo. Stando alle cronache della storica bizantina Anna Comnena, durante la traversata dell'Adriatico la nave di Riccardo fu attaccata e conquistata dalla flotta bizantina, che l'aveva scambiata per una nave di pirati. Subito rilasciato, si unì alle armate dei crociati nella lunga marcia attraverso l'Ungheria e la Bulgaria. Riccardo e Tancredi si rifiutarono di giurare fedeltà all'imperatore Alessio I Comneno in cambio del suo benestare, preferendo attraversare lo stretto del Bosforo in segreto.
Fu uno dei comandanti che nell'estate del 1097 prese parte alla battaglia di Dorileo (Dorylaeum), mentre l'anno successivo fu al fianco di Boemondo e Tancredi nell'assedio di Antiochia. Nel 1100 fu preso insieme a Boemondo e altri cavalieri dai Danishmendidi in un'imboscata nel corso della Battaglia di Melitene. Inviato alla corte dell'imperatore Alessio, fu tenuto prigioniero a Costantinopoli fino al 1103, quando fu definitivamente rilasciato.

## Reggente di Edessa
Nell'inverno del 1104 ricevette dal cugino Tancredi il governo di Edessa, da lui retta fino al 1108. Profondamente odiato dai sudditi per la sua spietatezza e per l'immensa avidità, Riccardo compì in questo periodo anche una serie di viaggi diplomatici in Francia e in Italia, che gli consentirono di combinare il matrimonio di Boemondo con la principessa Costanza di Francia. Combatté l'ultima disastrosa campagna di Boemondo contro l'imperatore Alessio (1107), col quale probabilmente tramò a discapito del cugino: fu infatti testimone del Trattato di Devol, stipulato nel 1108, tra i rappresentanti della corte del basileus. Dopo la morte di questi, nel 1111, Riccardo si ritirò nella città di Marash, in Turchia, dove morì nel 1114 a causa di un terremoto.
Dalla moglie Altrude, figlia di Goffredo, conte di Conversano, ebbe due figli: 
- Ruggero di Salerno (m. 1119), reggente del Principato d'Antiochia
- Maria, che sposò il conte Joscelin I di Edessa.